# Laffaux
Laffaux település Franciaországban, Aisne megyében. Lakosainak száma 154 fő (2022. január 1.). Laffaux Allemant, Margival, Nanteuil-la-Fosse, Neuville-sur-Margival és Vauxaillon községekkel határos.

## Népesség
A település népességének változása:
| Lakosok száma | 139  | 130  | 144  | 122  | 149  | 149  | 149  | 148  | 152  | 154  |
|               | 1968 | 1982 | 1990 | 2006 | 2013 | 2015 | 2017 | 2019 | 2020 | 2022 |